# Gordoncillo
Gordoncillo est une commune d'Espagne dans la province de León, communauté autonome de Castille-et-León. Elle s'étend sur 23,36 km2 et comptait environ 308 habitants en 2024.

## Localisation et climat
Gordoncillo est situé à environ 51 km au sud-sud-est de León , au nord-ouest de la Meseta ibérique , à une altitude d'environ 745 m . Le climat est rude en hiver, sec et chaud en été ; les précipitations (499 mm/an) se produisent principalement pendant les mois d’hiver.

## Évolution démographique
| Année      | 1970 | 1981 | 1991 | 2001 | 2011 | 2021 | 2024 |
| Population | 1109 | 818  | 709  | 606  | 491  | 354  | 308. |

En raison de l' exode rural provoqué par la mécanisation de l'agriculture et l'abandon des petites exploitations, la population du village n'a cessé décroître depuis le milieu du XIXe siècle.

## Sites touristiques
- Église de la Décollation de saint Jean
- Musée de la farine de Castille ( Museo de la Industria Harinera de Castilla y León ) , inauguré en 2014

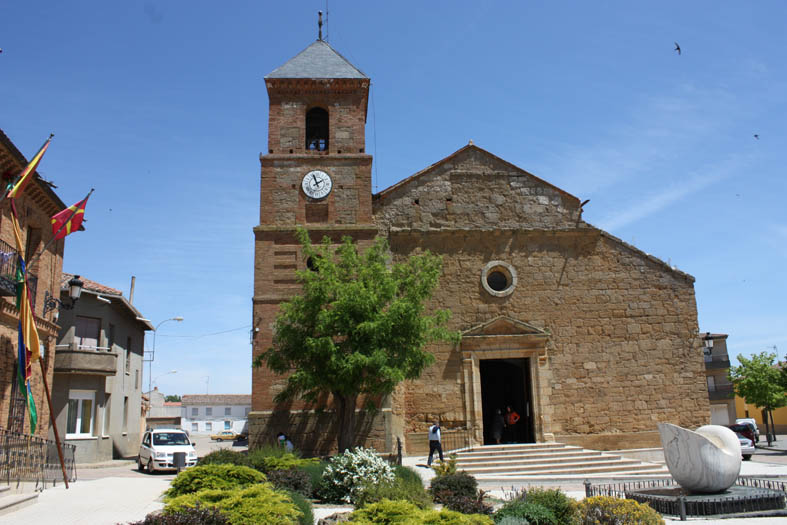
Église de la Décollation de saint Jean
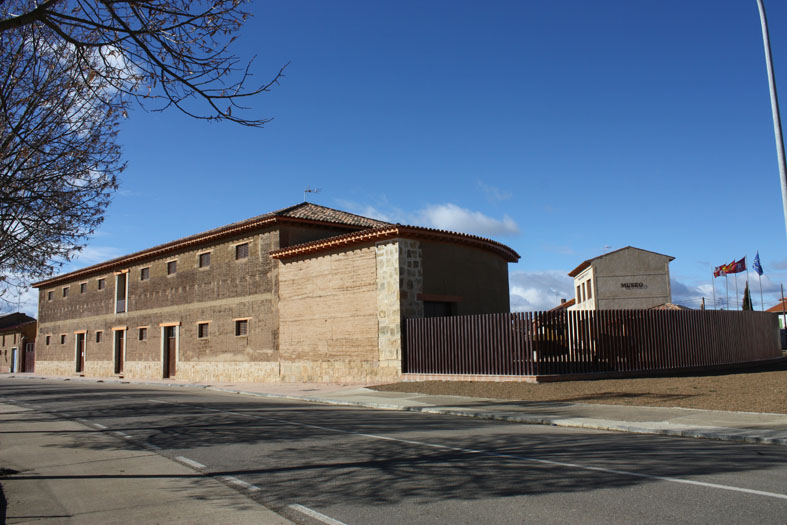
Musée de la farine
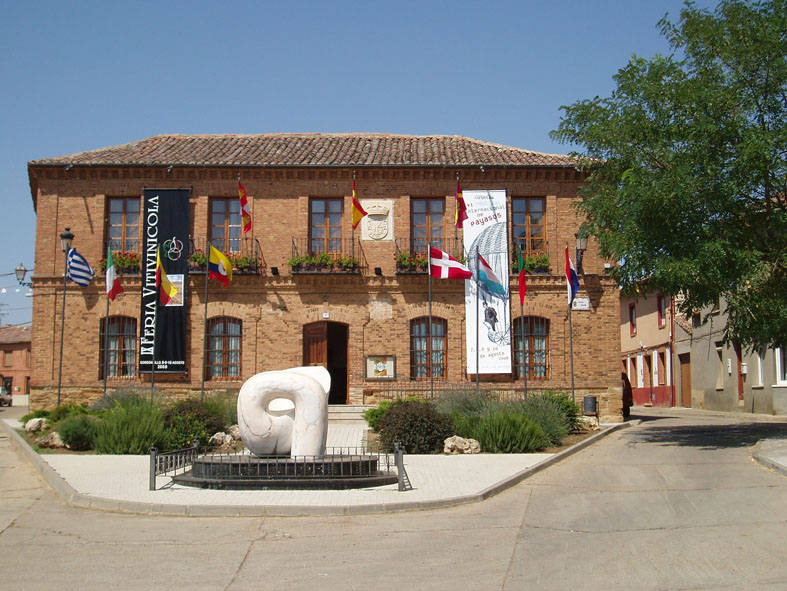
Hôtel de ville